# جری ون دایک
جری ون دایک (انگلیسی: Jerry Van Dyke؛ ۲۷ ژوئیهٔ ۱۹۳۱ – ۵ ژانویه ۲۰۱۸) هنرپیشه اهل ایالات متحده آمریکا بود. وی از سال ۱۹۶۲ میلادی تا ۲۰۱۵ میلادی مشغول فعالیت بوده است. از فیلم‌هایی که وی در آن نقش داشته است می‌توان به عشق و بوسه‌ها اشاره کرد.